# Neoergasilus bullatus
Neoergasilus bullatus is een eenoogkreeftjessoort uit de familie van de Ergasilidae. De wetenschappelijke naam van de soort is voor het eerst geldig gepubliceerd in 2003 door Kim I.H. & Choi.